# Lydia Lunch
Lydia Lunch (2 de juny de 1959, Rochester, Nova York) és una guitarrista, poeta, escriptora, actriu, guionista, fotògrafa, cantant i artista multimèdia originària de Nova York i actualment resident a Barcelona. És una icona de l'spoken word i de la contracultura nord-americana des de mitjans dels anys setanta del segle XX i la figura més destacada del moviment No Wave.

## La seva carrera
Des del primer moment Lydia Lunch es va enfrontar a les estructures patriarcals que regien també en el món de la música i sempre ha denunciat de totes les maneres possibles la violència sobre les dones, l'ús que el capitalisme fa de la seva sexualitat i la pornificació que també la música pop contribueix a promoure.
Al llarg de la seva carrera ha fundat múltiples bandes, la primera de les quals Teenage Jesus and The Jerks, quan només tenia 16 anys, juntament amb el saxofonista James Chance. Teenage Jesus va ser una de les bandes fonamentals de la No Wave de Nova York. Van destacar ràpidament per les seves guitarres desenfrenades, el seu so absurd i els particulars crits de Lydia. Van gravar uns quants EP i quatre temes per No New York, el recopilatori amb el qual Brian Eno retrataria el moviment No Wave. Però ben aviat Lunch va emprendre una carrera en solitari, fugint dels convencionalismes, explorant en els camps més innovadors, envoltant-se de la gent que considerava més idònia i interessant en cada moment.
Així doncs, enregistraria el seu primer disc en solitari, L’aclamat Queen of Siam (1980), al qual en seguirien d'altres, com 13.13 (1981), Honeymoon in Xarxa (1987), Unearthly Delights (1992), Twisted (1992), Matrikamantra (1997), Smoke in the Shadows (2004), Retrovirus (2013) o Urgeix to Kill (2015). També va continuar col·laborant amb grups, bandes i artistes de tota mena, com 8 Eyed Spy, Beirut Slump, Harry Crews, The Immaculate Consumptive i el seu grup actual, . Ha col·laborat amb diversos artistes com James Chance i Pat Place (The Contortions), Nick Cave i Rowland S. Howard (The Birthday Party), J. G. Thirlwell (Clint Ruin, Foetus, Frank Want), Kim Gordon i Thurston Moore (Sonic Youth), Lucy Hamilton (Mars), Marc Almond (Soft Cell), Sort Sol, Die Haut, No Trend, The Anubian Lights, Glyn Styler, Michael Gira, Omar Rodriguez Lopez (The Mars Volta), Henry Rollins, Richard Kern i Eduard Escoffet, per esmentar-ne només alguns.
Entre els llibres que ha publicat, destaca Paroxia: diari d'una depredadora, publicat el 1997, en què relatava de manera descarnada com van ser aquells primers anys a Nova York, on el sexe i les drogues tenien, juntament amb la música, un paper tan preponderant. Un dels darrers llibres, So Real It Hurts, és una antologia de textos diversos que inclouen denúncies i diatribes, fantasies, queixes i retrets sobre la contaminació, la política, la gentrificació, el món brut en què vivim.
També ha participat en pel·lícules de sèrie B, ja sigui com a actriu, compositora, guionista, o simplement com a narradora. The Wild Word of Lydia Lunch, (1983), Vortex (1983), Fingered (1986), Kiss My grits: The Herstory of Women in Punk and Hard Rock (2001), Kill Your Idols (2004) o Mutantes: punk, porn, feminism (2011).
Lunch té un estil musical molt variat amb moltes influències del jazz, passant pel post-punk, el rock, el noise, el cabaret, una mica de soul i fins i tot electrònica. Els seus textos tracten i denuncien les pors i les bogeries de la societat actual, així com la guerra i els fantasmes del passat.
Després de viure des de 1973 i durant molts anys a Nova York, on sempre torna, el 2004 va fixar la seva residència a Barcelona, on va trobar un lloc per viure i treballar, "el millor lloc del món per estar sola".

## Discografia

### Música[6]
- No New York, Teenage Jesus & the Jerks (compilació Antilles 1978)
- Babydoll b/w Freud In Flop, Teenage Jesus & the Jerks (7" / Lust/Unlust, 1979)
- Try Em b/w Staircase, Beirut Slump (7" / Lust/Unlust, 1979a
- Orphans b/w Less of Em, Teenage Jesus & the Jerks (7" / Migraine, 1979)
- Pink, Teenage Jesus & the Jerks (12" / Lust/Unlust, 1979)
- Pre-Teenage Jesus, Teenage Jesus & the Jerks (12" / ZE, 1979)
- Off White, James White and the Blacks (LP / ZE, 1979; also credited as Stella Rico)
- Queen of Siam, en solitari (LP / ZE, 1979)
- Diddy Wah Diddy b/w Dead Em You B-Side, 8-Eyed Spy (7" / Fetish, 1980)
- 8-Eyed Spy, 8-Eyed Spy (LP / Fetish, 1981)
- Live, 8-Eyed Spy (cassette / ROIR, 1981)
- Devil Dogs (live in Italy / unreleased, 1981)
- 13.13, en solitari (LP / Ruby Records, 1981)
- The Agony is the Ectasy, en solitari (split 12" EP w. The Birthday Party / 4AD, 1982)
- Some Velvet Morning, w. Rowland S. Howard (12" EP / 4AD, 1982)
- Der Karibische Western, Die Haut (12" EP, 1982)
- Thirsty Animal, Einstürzende Neubauten (12" EP, 1982)
- Boy-Girl, Sort Sol (7", 1983)
- Dagger & Guitar, Sort Sol (LP, 1983)
- In Limb, w. Thurston Moore (12" EP / Widowspeak, 1984)
- Death Valley '69, w. Sonic Youth (7", 1984)
- The Drowning of Lucy Hamilton, w. Lucy Hamilton aka Xina Berg of MARS (12" EP / Widowspeak, 1985)
- A Dozen Dead Roses, No Trend (LP, 1985)
- Heart of Darkness, w. No Trend (10" EP / Widowspeak, 1985)
- Death Valley '69, w. Sonic Youth (12", 1986)
- Hysterie, recull de gravacions 1976-1986 (LP, 1986 / Widowspeak Records)
- The Crumb, w. Thurston Moore (12" EP / Widowspeak, 1987)
- Honeymoon In Xarxa, w. members of The Birthday Party (LP, 1987)
- Stinkfist, w. Clint Ruin (12" EP, 1987)
- Naked In Garden Hills, Harry Crews (1987)
- Don't Fear the Reaper, w. Clint Ruin (12" EP, 1991)
- Shotgun Wedding, w. Rowland S. Howard (CD, 1991)
- A Girl Doesn't Get Killed by a Make Believe Lover...'cuz its Hot!, w. My Life With the Thrill Kill Kult (CDS, 1991)
- Head On, Die Haut (CD / Triple X, 1992)
- Sweat, Die Haut (CD / Triple X, 1992)
- Twisted, en solitari(7", 1992)
- Unearthly Delights, en solitari(7", 1992)
- Transmutation + Shotgun Wedding Live in Sibèria, w. Rowland S. Howard (CD, 1994)
- Everything, Teenage Jesus & the Jerks (CD re-issue/ Atavistic, 1995)
- Luncheone, 8-Eyed Spy (CD re-issue/ Atavistic, 1995)
- No Excuse b/w A Short History of Decay, w. Lee Ranaldo) (7" / Figurehead, 1997)
- The Desperate Ones, w. Glyn Styler) (CD EP / Atavistic, 1997)
- York (First Exit To Brooklyn), w. The Foetus Symphony Orchestra (CD, 1997)
- Matrikamantra, en solitari(CD, 1997)
- Widowspeak: The Original Soundtrack, recopilatori de temes en solitari (2CD / NMC, 1998)
- Smoke In The Shadows, en solitari(CD / Atavistic, 2004)
- Omar Rodríguez-López & Lydia Lunch, w. Omar Rodríguez-López (EP / Willie Anderson Recordings 2007)
- Lydia Lunch & Philippe Petit – In Comfort, 2011, Vinyl, 12", Picture Disc, cz007 Comfortzone

## Cinema
- PUNKING OUT, Ric Shore, Maggi Carson iJuliusz Kossakowski (1978)
- ROME '78, James Nares (1978)
- GUERRILERE TALKS, Vivienne Dick (1978)
- SHE HAD HER GUN ALL READY, Vivienne Dick (1978)
- BLACK BOX, Scott B and Beth B (1978)
- ALIEN PORTRAIT, Michael McClard (1979)
- BEAUTY BECOMES THE BEAST, Vivienne Dick (1979)
- THE OFFENDERS, Scott B. i Beth B. (1980)
- LYDIA LUNCH & HARBINGER, John Porter (1980)
- LIBERTY'S BOOTY, Vivienne Dick (1980)
- VORTEX, Scott B. i Beth B. (Oct-82)
- THE WILD WORLD OF LYDIA LUNCH, Nick Zedd (1983)
- LIKE DAWN TO DUSK, Vivienne Dick (1983)
- WHERE ARE YOU GOING?, Lydia Lunch i Henry Rollins (1983)
- SCHOOL OF SHAME, Nick Zedd (1984)
- THE RIGHT SIDE OF MY BRAIN, Richard Kern (1984)
- UBMIT TO ME, Richard Kern (1985)
- FINGERED, Richard Kern (1986)
- SUBMIT TO ME NOW, Richard Kern (1987)
- MONDO NEW YORK, Harvey Keith (1987)
- PUT BLOOD IN THE MUSIC, Charles Atles (Media Dance) and David Donohue (1989)
- GANG OF SOULS, Maria Beatty (1989)
- KISS NAPOLEON GOODBYE, Babeth Van Lloo (1990)
- THANATOPSIS, Beth B. (1991)
- THE THUNDER, THE PERFECT MIND, Tom Richards Murphy i Marta Ze (1992)
- NO AGE, NEW YORK, Nick Abrahams i Ana Cory-Right (1993)
- POWER OF THE WORD, Jeanne Harco (1995)
- VISITING DESIRE, Beth B. (1996)
- DAUGHTER OF DARKNESS, Babeth Van Lloo (1998)
- SHADOW HOURS, Isaac H. Eaton (2000)
- SYNESTHESIA: LYDIA LUNCH, Tony Oursler (2001)
- D.I.I. OR DIE, Michael W. Dean (2002)
- THE HEART IS DECEITFUL ABOVE ALL THINGS, Àsia Argento (2004)
- AMERICAN FAME PT.1: THE DROWNING OF RIVER PHOENIX, Cam Archer (2004)
- AMERICAN FAME PT.2: FORGETTING JONATHAN BRANDIS, Cam Archer (2005)
- NYC FOETUS, Clément Tuffreau (2005)